# برت باس

## زندگی و کار
برت باس (به انگلیسی: Gijsbert Bos) (متولد ۱۰ نوامبر ۱۹۶۳ در لاهه هلند) از اعضای اصلی کنسرسیوم جهانی وب (W3C) می‌باشد. او ریاضیات را در دانشگاه خرونینکن فرا گرفت و تز دکترای خود را در زمینه توسعه سریع رابط کاربری با زبان خط Gist نوشت.
او در سال ۱۹۹۶ به کنسرسیوم شبکه جهانی وب (W3C) پیوست تا بر روی سی‌اس‌اس کار کند. او رئیس سابق و از کارکنان فعلی کارگروه سی‌اس‌اس در کنسرسیوم جهانی وب (W3C) است. او در سوفیا آنتیپولیس فرانسه مستقر است.

## سفر به ایران
برت باس به همراه برنارد گیدون (از دیگر اعضا کنسرسیوم جهان وب) برای حضور در اختتامیه چهارمین جشنواره وب ایران به تهران سفر کرد و در این کنفرانس به ایراد سخنرانی پرداخت.

## کتاب‌های منتشر کرده
fبرت باس به همراه با هیکن ویوم لای، کتابی در مورد سی‌اس‌اس نوشته‌است.
- شیوه‌نامه آبشاری: طراحی برای وب ،شابک ‎۰−۲۰۱−۴۱۹۹۸-X
- شیوه‌نامه آبشاری: طراحی برای وب (ویرایش دوم) ،شابک ‎۰-۲۰۱-۵۹۶۲۵-۳
- شیوه‌نامه آبشاری: طراحی برای وب (ویرایش سوم) ،شابک ‎۰-۳۲۱-۱۹۳۱۲-۱